# Apristurus atlanticus
 (juillet 2025).
Espèce
Apristurus atlanticus est une espèce de requins.